# Conca d'Oro

Conca d'Oro (Vallei van goud) is een metrostation in het stadsdeel municipio III van de Italiaanse hoofdstad Rome. Het station werd geopend op 13 juni 2012 en wordt bediend door lijn B1 van de metro van Rome.

## Geschiedenis
De aanleg van de metro naar Monte Sacro was al onderdeel van het metroplan van 1941, de aanleg liep echter vele jaren vertraging op. Het deel van lijn B ten zuiden van Termini werd pas in 1955 in plaats van 1942 voltooid, daarna werd eerst lijn A ter hand genomen. In de jaren 70 van de twintigste eeuw werd gemikt op vertakkingen van bestaande lijnen in plaats van zelfstandige lijnen. In plaats van naar het noordoosten zowel de geplande lijn B als lijn C te bouwen werd lijn B verlengd naar Piazza Bologna waar een vertakking werd gepland. De oosttak, die door het verzorgingsgebied van in 1941 geplande lijn C loopt werd in 1995 geopend. De noordtak naar Monte Sacro werd gebouwd tussen 2005 en 2011, zij het via een westelijker traject dan wat in 1941 voor lijn B was voorzien. Conca d'Oro zou het noordelijke eindpunt worden, maar in verband met, de in 2007 vastgestelde route voor, lijn D werd besloten de lijn door te trekken tot Jonio. De noordtak werd op 13 juni 2012 als lijn B1 geopend tot Conca d'Oro, sinds 21 april 2015 rijden de metro's door tot Jonio.

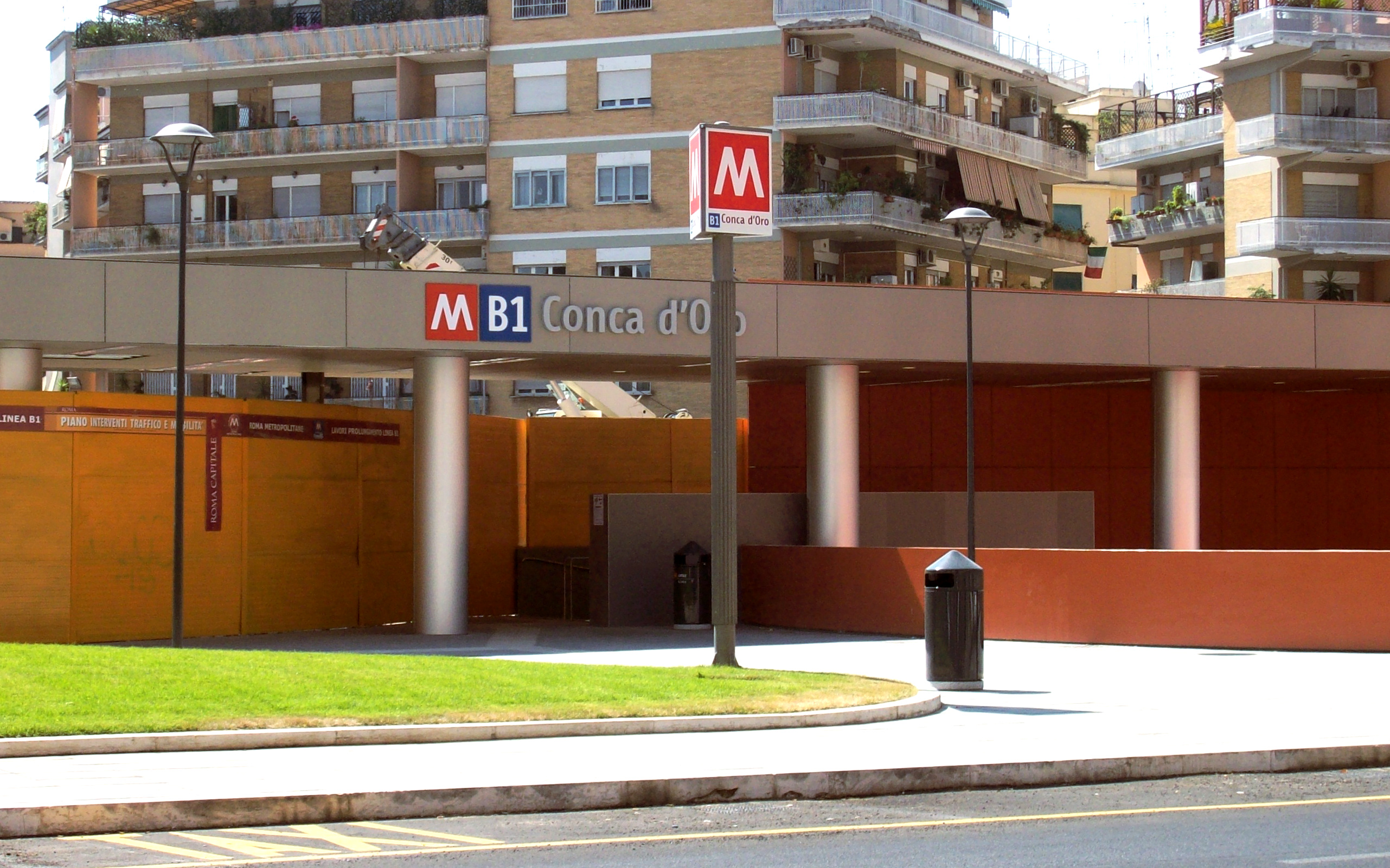
De pergola boven het atrium (rechts).
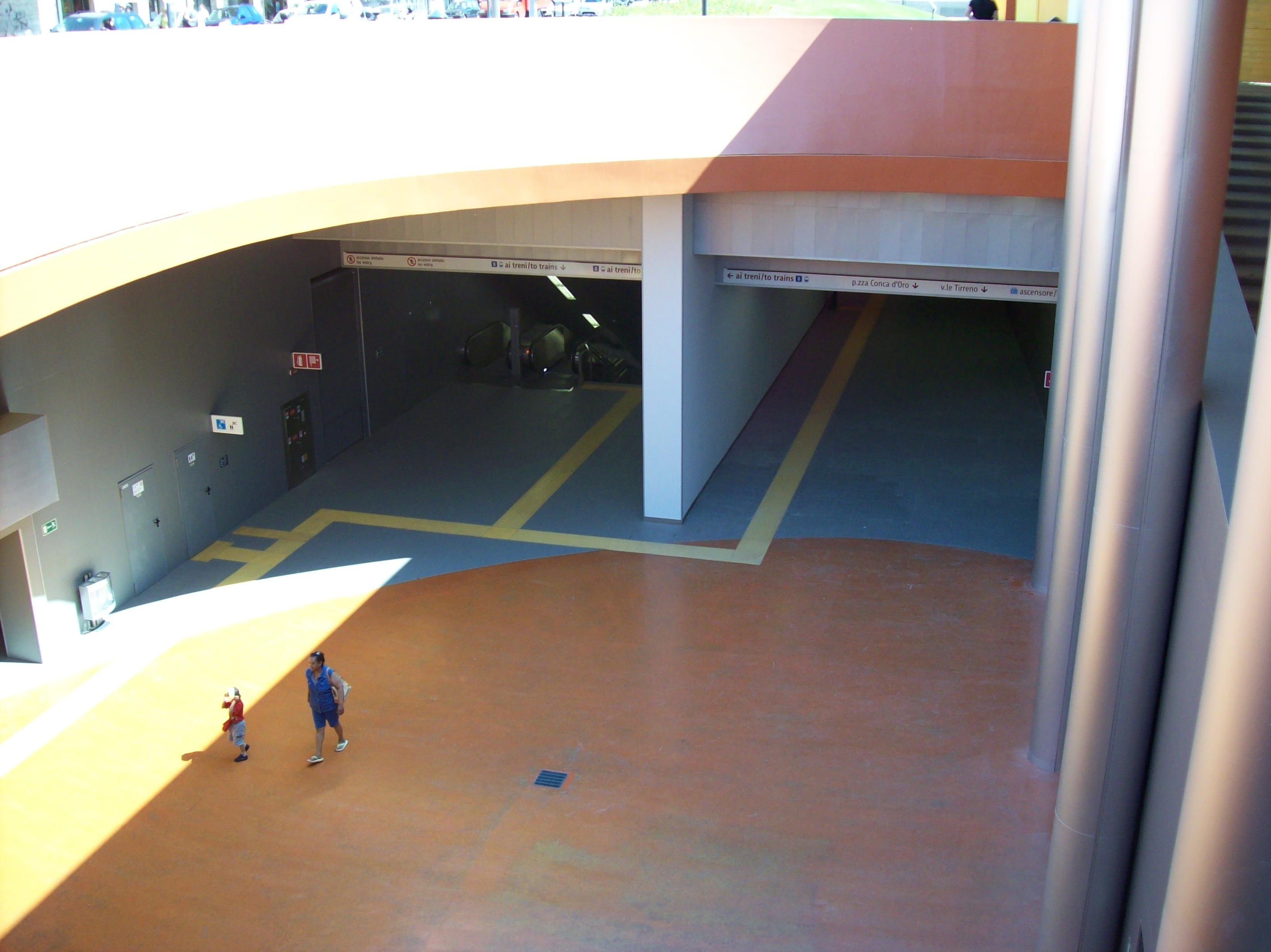
Een blik in het atrium.
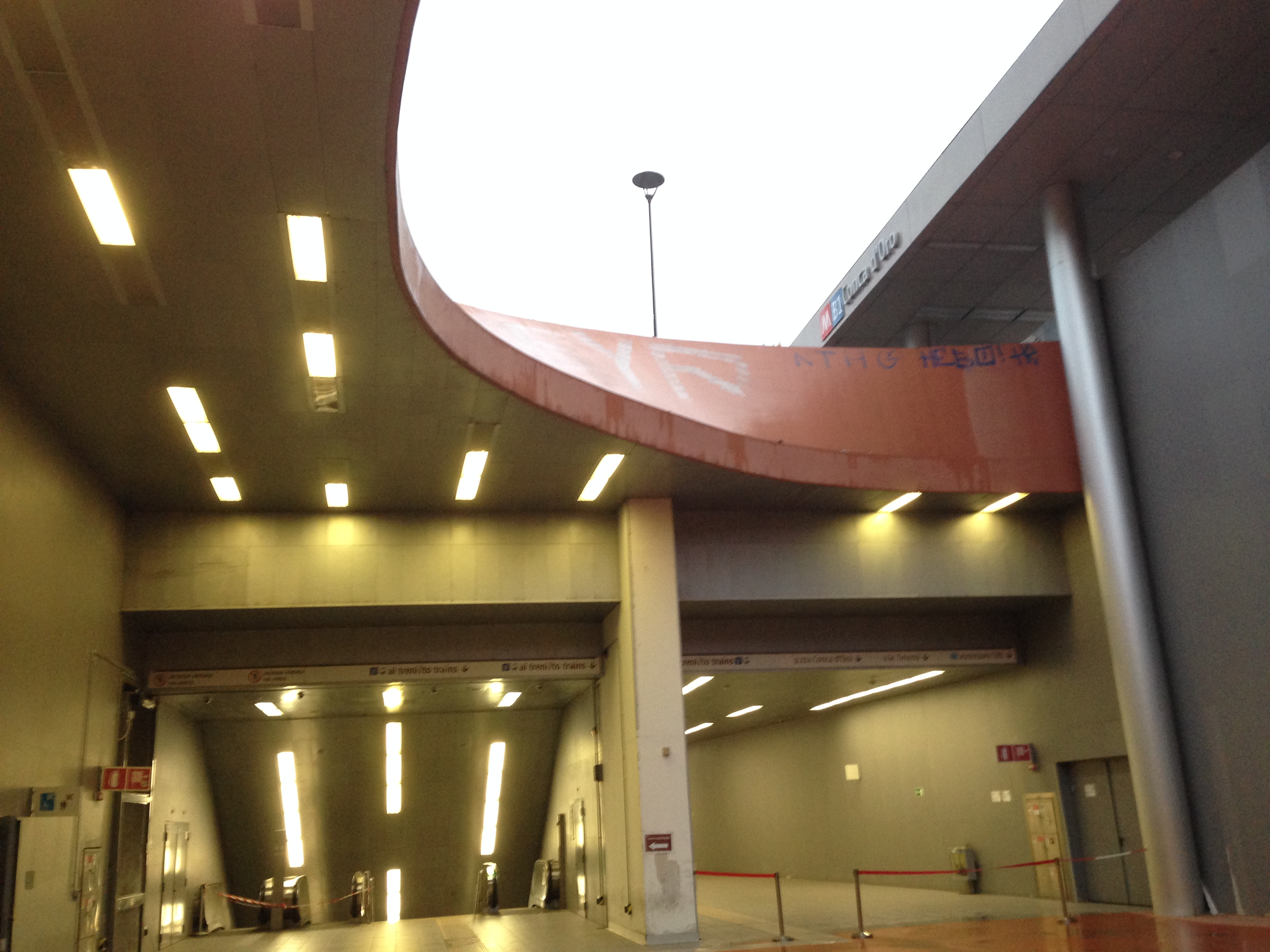
In het atrium, links de (rol)trappen naar de verdeelhal, rechts de tunnel naar de noordelijke ingang.

## Ligging en inrichting
Het station ligt in de wijk Monte Sacro onder het Piazza Conca d'Oro, 900 meter ten westen van het in 1941 geplande eindpunt van lijn B. Ten zuiden van het plein liggen toegangen aan weerszijden van de Via delle Valli die met een voetgangerstunnel verbonden zijn met een atrium bovenaan de roltrappen naar de verdeelhal. Dit atrium ligt aan de zuidkant van het plein op 8 meter onder het maaiveld, deels onder een pergola, waar ook een vaste trap is tussen het plein en het atrium. De liften bevinden zich aan het noordeinde van die pergola en komen ondergronds uit in de verdeelhal en op de verbindingstunnel tussen het atrium en de ingang aan de noordkant van het plein. Aan de westkant van deze tunnel ligt een parkeergarage. Het atrium is met roltrappen en een vaste trap verbonden met de verdeelhal op 20 meter diepte boven de perrons. De zijperrons, op 25 meter onder het maaiveld, zijn met (rol)trappen en liften verbonden met de verdeelhal. Ten zuiden van het station gaat de dubbele sporige tunnel over in twee enkelsporige. Naar het noorden loopt een dubbelsporige tunnel naar Jonio.

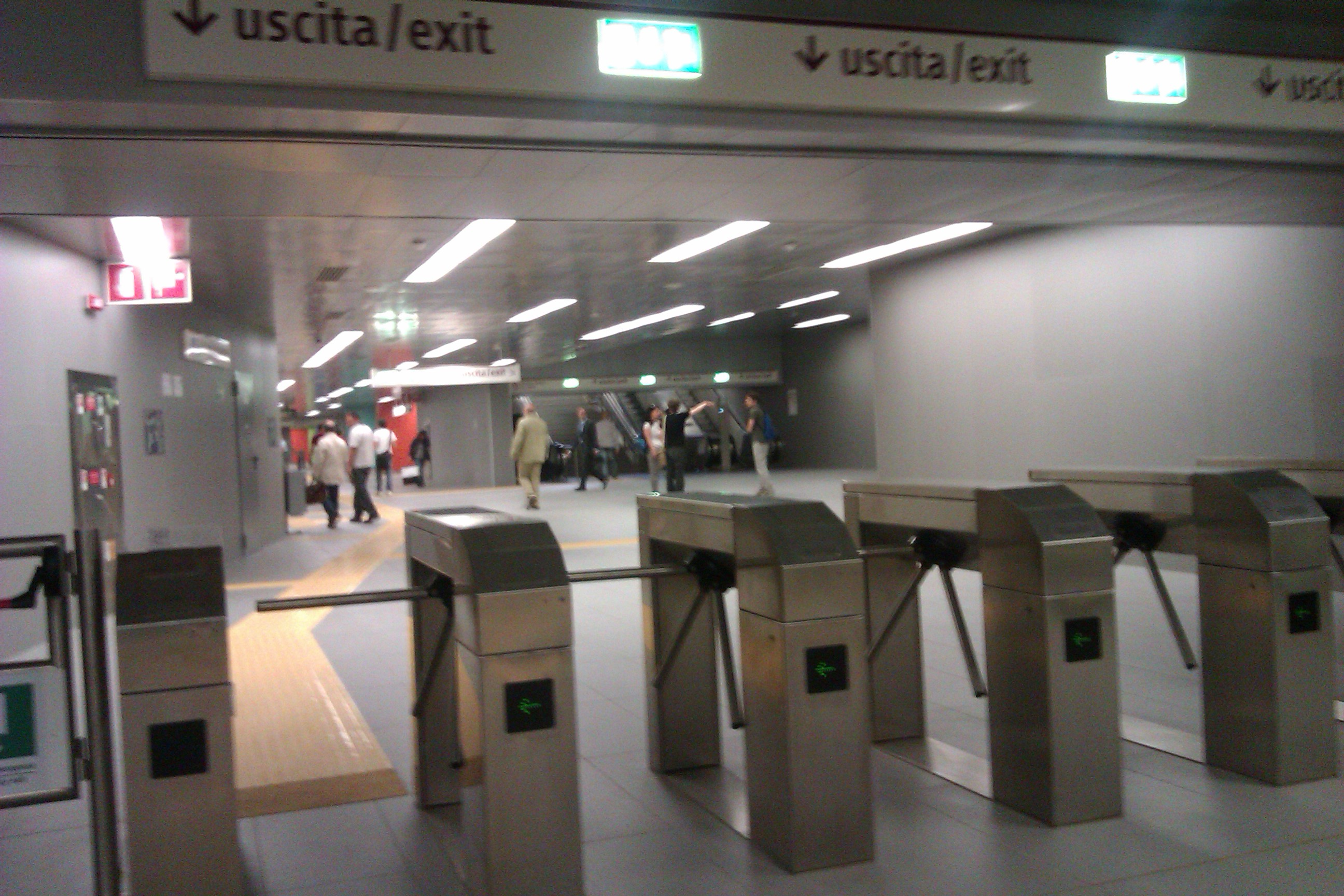
De verdeelhal..
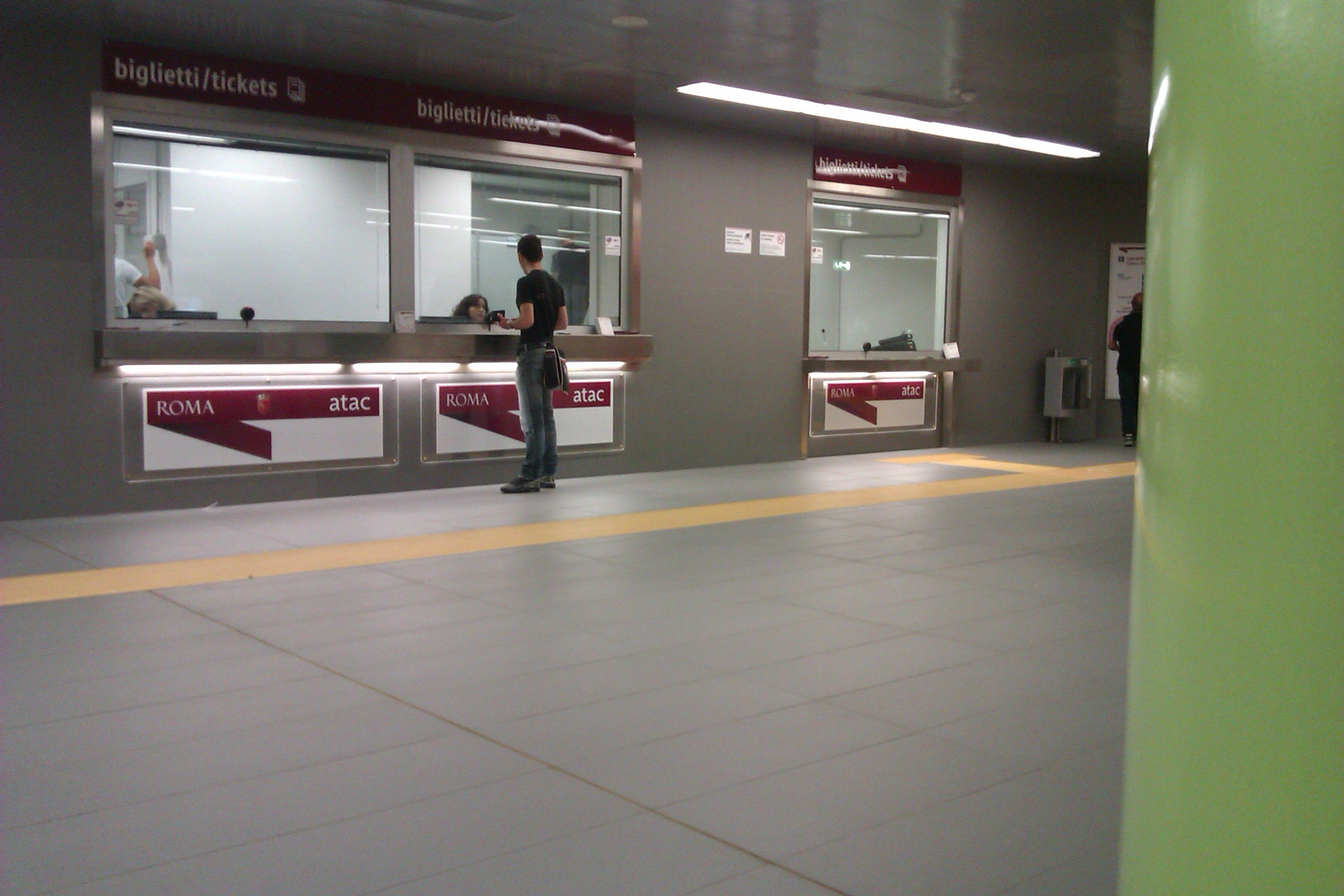
..met kaartverkoop
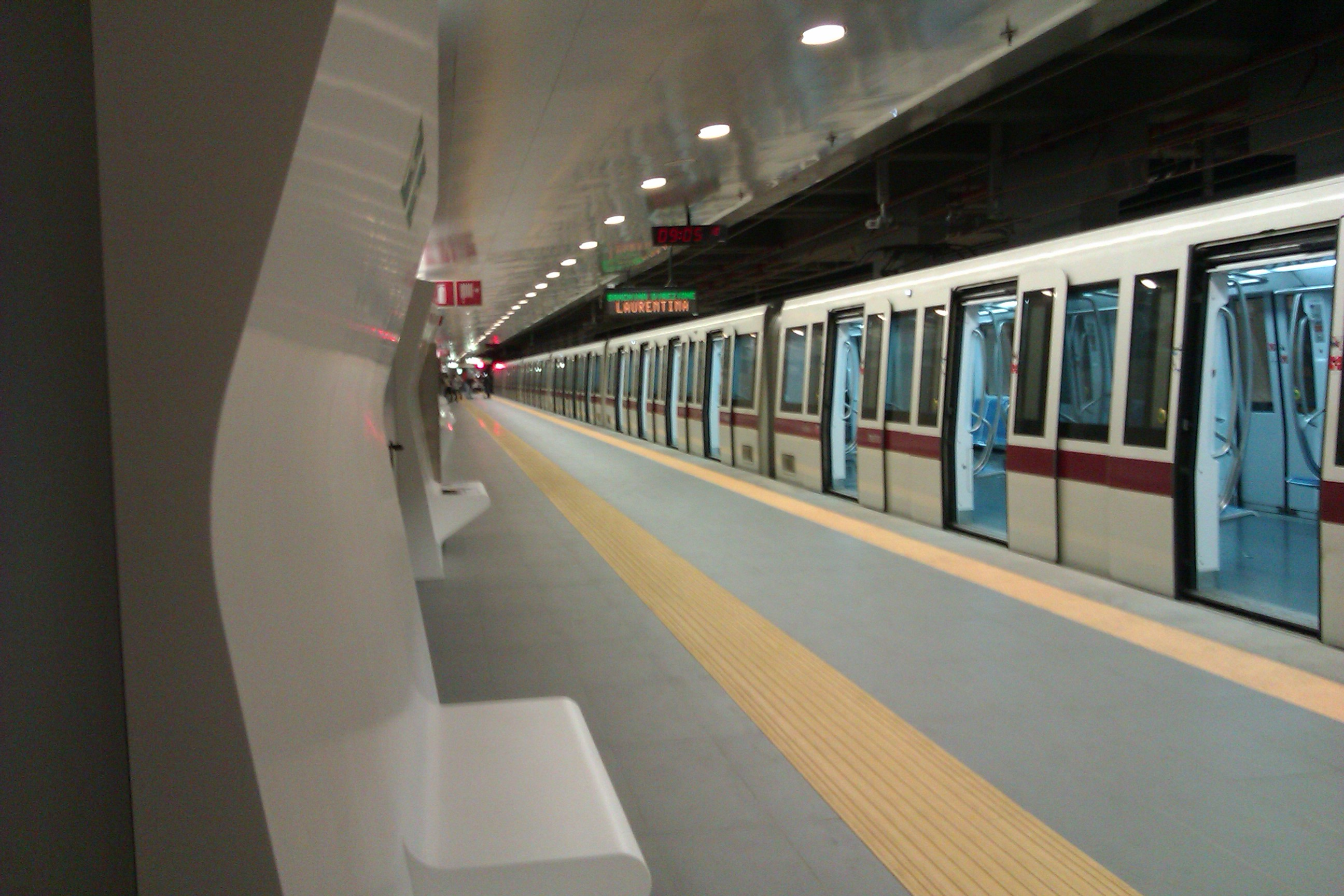
De eerste metro naar Laurentina langs het perron